# Леон Дабо
Леон Дабо (англ. Leon Dabo; 1864–1960) — американський художник-пейзажист французького походження, працював в стилі тоналізм . Кавалер ордена Почесного Легіону (за внесок в мистецтво).

## Біографія
Народився 9 липня 1864 в Парижі (за іншими даними в місті Саверн); був старшим з трьох братів (в родині було також п'ять сестер). Його батько — Ignace Scott Dabo, був професором естетики і вченим-антиковедов, який в 1870 році перевіз сім'ю в Детройт, штат Мічиган, щоб уникнути франко-прусської війни.
Батько віддав його в школу, де Леон навчався латинської та французької мов, а також малювання. Після смерті батька, в 1883 році, сім'я переїхала в Нью-Йорк. Тут він знайшов роботу в якості архітектурного дизайнера, підтримував своїм заробітком сім'ю так, щоб подає надії його молодший брат Скотт міг навчатися мистецтву. Потім Леон став учнем Джона Лафаржа (англ. John LaFarge), з яким вони залишалися друзями до смерті Лафаржа. Коли Дабо вирішив продовжити навчання в Парижі, Лафарж написав рекомендаційні листи, які дозволяли Леону зустрітися П'єром Шаванном, який згодом став його наставником при навчанні у Вищій національній школі декоративного мистецтва (фр. École nationale supérieure des arts décoratifs). Також він навчався заочно в Академії Коларосси і в Школі витончених мистецтв (фр. École nationale supérieure des beaux-arts). Незважаючи на те, що в цей час імпресіонізм захопив багатьох художників, Дабо вважав що цей стиль йому не підходить.
Дабо також коротко навчався в Академії витончених мистецтв Мюнхена, але зароджується німецький експресіонізм теж не захопив його і він переїхав до Італії, де пробув три роки. За цим послідував рік життя в Нансі, Франція, де Дабо вивчав кольору у фізика (фр. Émile Lauge). Нарешті в 1886 році він провів деякий час в Лондоні, де познайомився з Джеймсом Уістлером, який справив великий вплив на стиль Леона Дабо. Далі пішла тривала і плідна життя відомого американського художника, який створив велику кількість робіт і брав участь у багатьох виставках.
Під час Першої світової війни, Дабо, який знав багато мов, відправився до Франції і запропонував свої послуги безпосередньо прем'єр-міністру Жоржу Клемансо. У підсумку він служив в якості офіцера у французькій і британської арміях, викриваючи німецьких шпигунів, вивчаючи їх діалект і акцент. Потім він став членом комісії США, яка розслідувала звірства, що відбувалися у Франції в ході війни, і підтвердила, що вони дійсно були. Пізніше був призначений капітаном Армії США і служив перекладачем в Американському експедиційному корпусі (англ. American Expeditionary Forces) в якості флігель-ад'ютанта генерал-майора Марка Херсі (англ. Mark L. Hersey) в 4-ї піхотної дивізії.
Після війни Дабо став читати лекції про живопис. У 1937 році він приїхав до Франції і створив там студію, де писав французькі пейзажі. З наближенням Другої світової війни, він перевіз свої твори в США, щоб уникнути можливої конфіскації. Біг від німецької окупації в кінці 1940 року — через Португалію повернувся в США. Але після війни він знову повернувся до Франції і продовжив свою роботу. У 1951 році Леон Дабо остаточно повернувся в Сполучені Штати.
Помер 7 листопада 1960 на Манхеттені, Нью-Йорк, і був похований на кладовищі Long Island National Cemetery. Один з його братів — Скотт Дабо (1865—1928) — теж був художником.

## Особисте життя
Будучи в Лондоні, Дабо зустрів Мері Джейн Форд (англ. Mary Jane Ford), на якій одружився в 1889 році і у них народилося двоє дітей — Мадлен Хелен (англ. Madeleine Helen, рід. 1891) і Леон Форд (англ. Leon Ford, рід. 1892). Подружжя стали жити окремо в 1920-і роки, а після смерті Мері Джейн в 1945 році, Дабо офіційно одружився зі своєю «дружиною», з якою жив з 1930-х років  — Стефані Офенталь (англ. Stephanie Ofenthal, 1894—1974).
1. ↑  Музей мистецтва Метрополітен — 1870.